# Ködszerzet-sorozat
A Ködszerzet (Mistborn) epikus fantasy regények sorozata, amit Brandon Sanderson amerikai író  írt. A három könyvből álló sorozat első részét 2006-ban, az utolsót 2008-ban adták ki angolul. Magyarul 2013-ban jelent meg az első trilógia A Végső Birodalom, A Megdicsőülés Kútja és A Korok Hőse címekkel. 10 évvel az első rész megjelenése után jelent meg egy újabb kisregény, "Secret History" (magyarul: Ködszerzet: A rejtett történelem) címen, ami az első trilógia ideje alatt játszódik.
Sanderson, hogy felkészítse az olvasók érdeklődését a második trilógiára, megírta "A törvény ötvözete" című folytatást, ami végül a 300 évvel később játszódó, négy kötetes Wax és Wayne sorozat bevezető része lett. Magyarul megjelent kötetei "A törvény ötvözete", "A lélek árnyai" , "Az Elmúlás Pántjai" és "Az elveszett fém".
Brandon Sanderson két további trilógiát tervez a Ködszerzet regényeknek.

## Eddig megjelent könyvek
| # | Cím                                                  | Magyar megjelenés | ISBN                                                                  | Eredeti cím                     | Eredeti megjelenés  | Sorozat                            |
| - | ---------------------------------------------------- | ----------------- | --------------------------------------------------------------------- | ------------------------------- | ------------------- | ---------------------------------- |
| 1 | Ködszerzet I. – A végső birodalom                    | 2013. január 31.  | ISBN 978 963 9890 36 7                                                | Mistborn: The Final Empire      | 2006. július 17.    | Az eredeti trilógia                |
| 1 | Ködszerzet II. – A végső birodalom                   | 2013. január 31.  | ISBN 978 963 9890 37 4 (helytelen helytelen ISBN kód: 963 9890 37 4 ) | Mistborn: The Final Empire      | 2006. július 17.    | Az eredeti trilógia                |
| 2 | Ködszerzet III. – A megdicsőülés kútja               | 2013. január 31.  | ISBN 978 963 9890 97 8                                                | Mistborn: The Well of Ascension | 2007. augusztus 21. | Az eredeti trilógia                |
| 2 | Ködszerzet IV. – A megdicsőülés kútja                | 2013. január 31.  | ISBN 978 963 9890 98 5                                                | Mistborn: The Well of Ascension | 2007. augusztus 21. | Az eredeti trilógia                |
| 3 | Ködszerzet V. – A korok hőse                         | 2013. január 31.  | ISBN 978 615 5314 10 0                                                | Mistborn: The Hero of Ages      | 2008. október 14.   | Az eredeti trilógia                |
| 3 | Ködszerzet VI. – A korok hőse                        | 2013. február 7.  | ISBN 978 615 5314 11 7                                                | Mistborn: The Hero of Ages      | 2008. október 14.   | Az eredeti trilógia                |
| 4 | A törvény ötvözete                                   | 2014. február 3.  | ISBN 978 963 395 011 1                                                | Mistborn: The Alloy of Law      | 2011. november 8.   | Wax és Wayne sorozat               |
| 5 | A lélek árnyai                                       | 2018. április 19. | ISBN 978 963 395 228 3                                                | Mistborn: Shadows of Self       | 2015. október 6.    | Wax és Wayne sorozat               |
| 6 | Az elmúlás pántjai                                   | 2019. április 25. | ISBN 978 963 395 299 3                                                | Mistborn: The Bands of Mourning | 2016. január 26.    | Wax és Wayne sorozat               |
| 7 | A Kozmerum titkai - Ködszerzet: A rejtett történelem | 2019. december    | ISBN 978 963 395 307 5                                                | Mistborn: Secret History        | 2016. január 26.    | Kiegészítés az eredeti trilógiához |
| 8 | ?                                                    | ?                 | ?                                                                     | Mistborn: The Lost Metal        | 2022 november 15.   | Wax és Wayne sorozat               |

## Leírás
Az eredeti trilógia egy olyan világban játszódik, ahol minden éjjel sűrű ködbe burkolózik a táj, ahol az égből nem eső, hanem hamu hullik.
Az uralkodó birodalmában két nagyobb számú társadalmi csoport van: a szkák és a nemesek. A szkák elnyomott, szolga életet élnek és már el is felejtették, hogy milyen lehet másképp élni. A mindennapjuk a napestig tartó munkából és kevés pihenésből áll. Kevesen élik meg az öregkort. A nemesek nem veszik emberszámba a szkákat, nekik megadatott a fényűzés, a szabad akarat, illetve a versengés lehetősége a többi nemessel. A legnagyobb különbség a két csoport között a gazdagság és az egymástól elütő életmód mellett az, hogy a nemesek között vannak allomanták. Azért, hogy a szkák között ne lehessenek allomanták, ezért a két csoport nem keveredhet.
A világ ura az Uralkodó, az isten egy darabja, aki évezredek óta uralkodik a bolygón. Az Uralkodó állítólag legyőzte a "mélység"-ként emlegetett jelenséget, ezzel megakadályozta a világ pusztulását. A regény az állítólagos mélység elpusztítása után 1000 évvel játszódik, amikor a szkák már 1000 éve sínylődnek a nemesek és az uralkodó elnyomása alatt. Egy Kelsier nevű szká, a híres tolvaj, különös feladatot kap egy bőkezű megbízótól: Döntse meg a Végső Birodalmat, az Uralkodó birodalmát. A feladatot egy szká adja neki, a pénzt pedig sok szká kuporgatta össze évtizedeken át. Kelsier, aki szká létére allomanta összerak egy allomantákból álló csapatot és nekilát a feladatának.

## Allomancia
A Nemesek között lappangó erő, mely csak rájuk jellemző. Egy szká csak akkor lehet Allomanta, ha annak legalább egy szülője nemes. Természetesen a nemesek szüntelenül kutatják a szká allomantákat és meggyilkolják őket (a szká örömlányokat egy-egy aktus után megölik, nehogy tovább örökítsék az allomanciát). Az Allomancia egy új varázslati rendszer, melyben az allomanta magához vesz egy bizonyos fémet (lenyeli) és azt képes "égetni" és különleges erőket vele előhívni. 16 fajta allomanta létezhet, de jelenleg még nem mind ismert.
A legtöbb nemes mindössze egyetlen ágát tudja használni az Allomanciának, de vannak a Ködszerzetek, mint Kelsier, akik képesek minden fémet égetni és használni, ezáltal a birodalom legveszélyesebb harcosainak számítanak.

## Allomanták[9]

### Alap fémeket égető Allomanták

#### Testi fémeket égető Allomanták
1. Ingás[9] (külső): Vasat égetve képes a közeli fémeket vonzani.
2. Petákos[9] (külső): Acélt égetve képes a közeli fémeket taszítani.
3. Ónszemű[9] (belső): Ónt égetve képes a saját érzékeit élesíteni.
4. Martalóc[9] (belső): Forraszt égetve felerősíti a saját testi adottságait (erő, egyensúly érzék).

#### Szellemi fémeket égető Allomanták
1. Zendítő[9] (külső): Cinket égetve képes mások érzelmeit zendíteni.
2. Bábos[9] (külső): Sárgarezet égetve képes mások érzelmeit csillapítani.
3. Füstös[9] (belső): Vörösrezet égetve képes elrejteni az allomanciát.
4. Fürkész[9] (belső): Bronzot égetve képes felfedni az allomanciát.

### Felső fémeket égető Allomanták

#### Időbeli fémeket égető Allomanták
1. Pulzáló[9] (külső): Miközben a kadmiumot égeti, az idő behúzásával egy időbuborékot tud létrehozni amelyben lelassítja az idő folyását. (Ez a fém "A Törvény Ötvözete" című könyvben jelenik meg először.)
2. Csúszó[9] (külső): Miközben a hajlafémet égeti, az idő kitolásával egy időbuborékot tud létrehozni amelyben felgyorsítja az idő folyását. A Bendalloy egy olyan kadmium ötvözet amily többnyire bizmuthot és ólmot tartalmaz, de van benne ón is. (Ez a fém "A Törvény Ötvözete" című könyvben jelenik meg először.)
3. Látnok[9] (belső): Aranyat égetve képes meglátni, hogy mi lett volna, ha más döntéseket hozott volna a múltban. Ritkán használatos a lehetseges nagyon komoly érzelmi trauma bekövetkezése miatt.
4. Orákulum[9] (belső): Elektrumot égetve belát a saját jövőjébe. Az electrum az arany és az ezüst ötvözete amely elenyésző mennyiségben még rezet és egyéb fémeket is tartalmaz.

#### Erősítő fémeket égető Allomanták
1. Felcser[9] (külső): Krómium égetésével képes elpusztítani más Allomanták fémeit. (Ez a fém még mindig ismeretlen "A Törvény Ötvözete" című könyv végén.)
2. Nikró[9] (külső): Nikroszil égetésével azt tudja elérni, hogy az az Allomanta akit célba vesz hirtelen nagy fellángolással, egyszerre égesse el az összes fémet amit éppen éget. Az nikroszil a krómium és a nikkel ötvözete amely elenyésző mennyiségben még szilikont és magnéziumot is tartalmaz. (Ez a fém még mindig ismeretlen "A Törvény Ötvözete" című könyv végén.)
3. Aluminium Muslinca[9] (belső): Képes alumíniumot égetni, de nem ér el vele semmi észrevehető hatást. (megjegyzés: amennyiben egy Ködszerzet égeti az alumíniumot akkor minden más fém tartaléka azonnal kiürül.
4. Dúralumínium Muslinca[9](belső): Képes dúralumíniumot égetni, de nem ér el vele semmi észrevehető hatást. (megjegyzés: amennyiben egy Ködszerzet égeti a dúralumíniumot akkor képes egy különösen nagy fellobbanást előidézni valamelyik saját fémje égetésekor. A pontos foka ennek a jelenségnek nem ismert, de például Vin a forrasz égetését dúralumínium égetésével felerősítve képes volt lefejelni egy bérgyilkost, hogy annak feje szétrobbant, és képes volt egy kardvágással ketté vágni Straff Venture-t a lovával együtt, amelyen ült.)

## Isten Fémek

### Atium (külső)
Korábban azt gondolták, hogy felső fém, de a harmadik könyvben (Ködszerzet: A korok hőse) kiderült, hogy az isten, Ruin, fizikai formája, melyet egy másik isten, Preservation, elzárt, amikor Ruin-t elhelyezte a felemelkedés kútjában.
Az Atium a világ legértékesebb féme, amelyet nagy veszélyeknek kitéve az Uralkodo rabjai bányásznak a "Hathsin Poklában", mivel az allomancia használata összetöri az Atium termelő kristályokat.
Látnok: Atiumot égetve előrelát néhány másodpercet a jövőbe és így meg tudja előzni ellenfele lépéseit. Az atium fokozza az elme működését is, lehetővé téve ezáltal hogy a Látnok vagy Ködszerzet megértse és meg tudjon birkózni ezzel az előrelátással.

### Malatium (külső)
A Malatium az Atium és arany ötvözete, amelynek égetésekor az allomanta képes meglátni, hogy milyen lehetséges életeket élhettek volna mások, és milyen más életutakat választhattak volna. A Ködszerzet: A végső birodalom I-II című könyvben erre a fémre úgy utaltak mint a legendás "11. Fém".

### Lerasium (belső)
Egy zöldes fémes színű gyöngy amelynek égetésével bárki Ködszerzetté válhat.
Amennyiben Lerasium ötvözve van a 16 allomantikus fémek bármelyikével, az ezt az ötvözetet égető személy egy olyan allomantává válik aki csak azt az egy fémet tudja égetni.
A Lerasium valójában nem egyike a 16 allomantikus fémeknek, annak ellenére, hogy nyilvánvalóan kapcsolatos velük. A Ködszerzet: A korok hőse című könyvben kiderül, hogy a Lerasium gyöngyök az isten, Preservation, testének részei.

## Az Uralkodó
Ővé az egész világ, mindent ural. A könyvben nagyon ritkán kerül elő személyesen.
Egyfajta vallási rendszert alakított ki maga körül melynek két ága van.
Vannak az Obligátorok, akik egyfajta pap és hivatalnok keverékek. Ők intézik az Uralkodó ügyeit.
És vannak az Acél Inkvizitorok. Ők hihetetlenül erős harcosok, rettentő képességekkel. Egy Acél Inkvizitor képes eltüntetni egy egész hadsereget.

## Földrajz
A sorozat elsődlegesen a Végső Birodalomnak hívott területen játszódik a Scadrial nevű világon. Ezer évvel a történet kezdete előtt, a Végső Birodalom Királya, az Uralkodó, a felemelkedés kútjánál isteni képességekre tett szert. Ezekkel a képességekkel átalakította a világot olyanná amelyet az első könyv kezdete mutat be. A Végső Birodalom dominanciákká van felosztva.

### Központi Dominancia
Luthadel a Központi Dominancia és a teljes Végső Birodalom fővárosa.
Itt található az Uralkodó palotája, Kredik Shaw, és ez a város az Uralkodó hatalmának a középpontja. Mielőtt az Uralkodó átalakította a világot Luthadel egy Terriskánt ismert hegységes vidék volt. Hogy elrejtse az Felemelkedés Kútjának és Öreg Terrisnek az elhelyezkedését, az Uralkodó átmozgatta a hegyeket máshová, és azt a területet nevezte el Terrisnek.

### Terris Dominancia
Terris a Terrismen ősi otthona. Egy hegységes terület amely az Északi dominanciától még északabbra helyezkedik el. Az egyetlen dominancia amely megtartotta az eredeti nevét. Ugyszintén, történelmileg a Felemelkedés Kútjának az otthona.

### Északi Dominancia
Az Északi Dominancia egyik kulcsfontosságú keresztút városa Urteau. Ez a város a Venture Ház tradicionális székhelye, annak ellenére, hogy a család általában a fővárosban használja erre a célra. Később a Szká uralta állam felügyelete alá került amelyet egy férfi vezetett aki egyszerűen csak "Polgár"-ként hívta magát. Urteau híres még rejtélyesen kiszáradt csatornáiról is. Fontos szerepet játszik a harmadik könyvben.

### Nyugati Dominancia
A Nyugati Dominancia egyik kulcsfontosságú keresztút városa Fadrex City. Annak ellenére, hogy az Uralkodó betiltotta, hogy a városok köré falakat emeljenek, egy természetes szikla képződés nagyon védhetővé teszi. Ebből az okból teszi Lord Cett ezt a várost bázisául az Uralkodó bukása után.

## Teremtmények

### Ködlidérc és Kandra
A ködlidércek az okai annak hogy a legtöbb Szká fél a ködtől. Olyan dögevők, amelyek képesek hozzáadni az elfogyasztott dögök csontjait a saját formájukhoz. A ködlidérc Kandrává válhat.
A Kandrák, akiket felnőtt ködlidércekként is ismerhetünk, nem úgy mint értelem nélküli testvéreik, igen intelligensek, és nagyon értékesek az utánzó képességeik miatt. Egy nagyon szigorú eszméhez, "a Szerződés"-hez tartják magukat, amelyen keresztül kínálják szolgáltatásaikat az emberek számára.
Kandrát csak atium, a legfontosabb Allomantikus fém, fizetésével lehet felbérelni.
A harmadik könyvben kiderül, hogy a Kandrák a Terrismen-ből lettek létrehozva, és nem halnak természetes halált. Ugyan meg tudják ölni egymást egy Szerződés tartó utasítására, de ez közöttük árulásnak számít, és bebörtönzéssel, vagy kivégzéssel büntetik.
A kivégzést vagy halálra éheztetéssel vagy a Kandrára való sav locsolásával hajtják végre.

### Kolosz
A Koloszok bestiális teremtmények, akik csak kétféle érzelmi státuszra képesek: unalom és tombolás. Ember feletti erejük van és 13 láb magasságig folyamatosan nőnek, amikor is a szívük már nem képes tovább ellátni a tömegüket, és meghalnak.
Annak ellenére hogy nagyon erőteljesek a harcban, csak ritkán használják őket, mivel hajlamosak az ellenség teljes elpusztítására a csatában, és ez által használhatatlanok városok vagy civilizált célpontok megtámadására. Egy nagyon erős Ködszerzet vagy egy Bábos csoport képes őket kontrollálni érzelmi allomanciával.
A harmadik könyvben kiderül, hogy hemalurgiával vannak teremtve. Ez abból áll, hogy egy cöveket keresztül vernek egy ember szívén, majd az így előkészített cöveket belekalapálják egy másik emberbe, aki ettől kolosszá válik. Ennek eredményeképpen a sok Kolossz ragaszkodik ahhoz hogy ők emberek, és füel emberi képességeik vannak.

## Folytatás
A 2006-2008 között kiadott Ködszerzet trilógia Brandon Sanderson szerint egy nagyobb egység része lesz majd, amit ő a trilógiák trilógiájának hív. A második trilógia városi környezetben, modern technológiát használó időben fog játszódni. "A Törvény Ötvözete" című folytatás nem része ennek a trilógiának, hanem egy egyedül álló kisregény.